# 鍾馗鰕虎魚
钟馗鰕虎鱼（学名：Tridentiger barbatus）为輻鰭魚綱鲈形目鰕虎鱼科缟鰕虎鱼属的鱼类，俗名龇虎鱼。主要分布于朝鲜、日本以及沿海等，体长可达5.2公分。